# Бондаренко, Юрий Васильевич (футболист)
Юрий Васильевич Бондаренко (6 октября 1949, Жолква) — советский футболист, защитник. Мастер спорта СССР (1979).
Воспитанник львовского футбола. В первенстве СССР дебютировал 24 сентября 1969 года в составе «Карпат» в матче против «Азовца» Жданов. В победном для «Карпат» розыгрыше Кубка СССР 1969 провёл четыре неполных матча, в том числе полуфинальный; дебютировал 5 апреля в матче против «Азовца». Играл во второй лиге за «Десну» Чернигов (1970) и «Спартак» Семипалатинск (1971—1973). С 1974 года — вновь в «Карпатах», в высшей лиге провёл 72 игры, забил один гол. В 1978—1979 годах играл за команду в первой лиге. В 1980—1982 годах — игрок команды второй лиги «Нива» Винница. В 1983—1984 выступал в первенстве КФК за «Вилию» Бричаны.
Считается одним из лучших защитников «Карпат», был капитаном команды.
Работал тренером в клубах «Нива» Бережаны, «Гарай» Жолква, «Петридава» Каменец-Подольский, «Аттила» Унгены, «Галичина» Великий Дорошев.
Позже — работник страховой компании «Казна».